# Pârâul Acaraguá
Pârâul Acaraguá este un pârâu situat în provincia Misiones, Argentina care se varsă în râul Acaraguá.